# 682 TCN
682 TCN là một năm trong lịch La Mã.